# DC Leaks
DC Leaks är en engelskspråkig/amerikansk webbplats, startad i juni 2016, som sedan starten läckt email från högt uppsatta personer inom amerikansk militär och politik.

## Läckor
Den 1 juli 2016 släppte DC Leaks e-post från General Philip Breedlove, före detta "NATO supreme commander in Europe". E-post som påstås visa att Breedlove sökt påverka Barack Obama att släppa sin motvilja mot att eskalerara de militära spänningarna med Ryssland, i anslutning till kriget i Donbass (Ukraina) 2014.